# Ozola prouti
Ozola prouti là một loài bướm đêm trong họ Geometridae.